# Purana
En el hinduismo, los Puranas son un género de literatura escrita india (diferente de la literatura oral de los Vedas, más antiguos).
Escritos en pareados descriptivos, se trata de una colección enciclopédica de historia, genealogías, tradiciones, mitos, leyendas y religión. Generalmente se presentan a la manera de historias contadas por una persona a otra.

## Etimología
- purāṇa, en el sistema AITS (alfabeto internacional para la transliteración del sánscrito).
- पुराण, en escritura devanagari del sánscrito.
- Pronunciación:
  - [puraná] en sánscrito antiguo.[1]
  - [purána] en idiomas modernos de la India
- Etimología: literalmente ‘antiguo’, pero actualmente también ‘historia’.[1]

## Autor
Los hinduistas creen que el recopilador de los Puranas fue el mítico escritor Viasa, el narrador del Majábharata. En sánscrito, Viasa significa ‘bifurcador o divisor’, y por eso algunos escritores creen que simplemente es un término sánscrito que se refiere a un editor.

## Geografía y difusión
En la actualidad se cree que los textos fueron escritos en toda la India, y no en algún sitio en particular (como el norte de la India, como se creía hasta el siglo XIX).
Los Puranas, al estar en sánscrito, no son directamente accesibles como textos de lectura para el hombre común. Sin embargo, se consiguen traducciones en varios idiomas, y también son diseminados por eruditos bráhmanas, que cuentan esas historias, generalmente sesiones de kathá (en las cuales un bráhmana viajero se queda varias semanas en un templo y narra partes de un Purana, generalmente desde la perspectiva del bhakti, la devoción al dios Krisná).

## Datación
En el Rig-veda (el texto más antiguo de la India, de mediados del II milenio a. C.) no hay ninguna mención a los textos Puranas. Se menciona la palabra puraná pero exclusivamente como algún evento o cosa del pasado, una leyenda antigua, o una vieja historia tradicional.
En el antiquísimo Átharva-veda (el cuarto texto más antiguo de la India, de principios del I milenio a. C.) hay dos menciones a unas ‘historias antiguas’ en general, sin evidenciar que existiera ya alguno de los textos Puranas:

richah samani chandamsi puranam iayusa sajá
ucchistayyajnire sarve divi deva divis ritáh
El Rig, Sama, Iáyur y Átharva-veda, junto con las historias
y todos los dioses que residen en el Cielo, aparecieron de Dios.
Átharva-veda 11, 7, 24

sa brijatim dis amanuviachalat
tam itijasas cha puranam cha gathas cha
itijasasia cha sa vai puranasia cha gathanam cha
naras amsinam cha priiam dhama bhavati ia evam vedá
Él hacia Brijati se movió favorablemente
y hacia él las leyendas [‘había una vez...’], las historias [‘lo antiguo’] y los gathas.
Y de las leyendas, y de las historias, y de los gathas,
y de los naramsi también, aquel que conoce esto se convierte en su morada querida.
Átharva-veda 15, 6, 10-12

En el Shatápatha-bráhmana (11, 5, 6, 8 y 13, 4, 3, 13) hay mención a ‘historias antiguas’.
De acuerdo con el Brijad-araniaka-upanishad, los Itijasa-puranas eran considerados el «quinto Veda».
El Majábharata (texto épico-religioso del siglo III a. C.) no menciona aún ningún texto Purana. En general, todas las historias que se presentan en los Puranas aparecen por primera vez en el Majábharata.
Las primeras menciones claras a los Puranas (donde se menciona incluso el nombre de algunos) aparecen durante el periodo Gupta (entre el 300 y el 500 d. C. y la mayor parte del material fechable de los Puranas se puede datar (mediante referencias históricas y de otra índole) en ese periodo y los siglos sucesivos.
Son muy pocos los estudiosos que creen que algún contenido de los Puranas podría provenir de un período anterior.
En la actualidad se cree que los textos fueron reescritos y revisados hasta la actualidad.
A pesar de las dificultades de asignar fechas absolutas a los 18 grandes Puranas ―en lo que ha sido llamado una "búsqueda quimérica"―, la sanscritóloga Wendy Doniger O’Flaherty (1940-) ha realizado deducciones a partir de las dataciones de varios indólogos. Ella nota un acuerdo general con respecto al grupo de Puranas más antiguos:
- 250-500: Markandeia-purana (aunque una porción muy posterior, el Devi-majatmia, le fue interpolada en el 550).
- 250-500: Matsia-purana (una sección, llamada Prasada-laksana, que comprende 252-270, se refiere a la construcción de imágenes y templos; aparentemente es una interpolación de otra fuente pero es posiblemente contemporáneo con el Purana).
- 350: Vaiú-purana
- 350-950: Brahmanda-purana
- 400-900: Visnú-dharmottara (un Upapurana).
- 450: Jari-vamsa y Visnú-purana
- 450-900: Vamana-purana
- 550: Devi-majatmia, sección interpolada en el Markandeia-purana (250-500)
- 550-850: Kurma-purana
- 600-1000: Linga-purana

## Estructura y contenido
Tradicionalmente se dice que tienen una tipología pancha-laksana (en sánscrito: ‘cinco marcas distintivas’):
1. Sarga: la creación del universo.
2. Pratisarga: creaciones secundarias (principalmente re-creaciones después de la periódica disolución universal).
3. Vamsha: genealogía de dioses, reyes y sabios.
4. Manu-antara (‘intervalo [eón] de un Manu’): la creación de la raza humana y de los primeros seres humanos.
5. Vamsha-anucharitam: historias de las dinastías.

La mayoría de los Majapuranas y Upapuranas tratan de esos temas, aunque la principal parte del texto consiste en narraciones religiosas e históricas. Algunos estudiosos hinduistas sugieren que estas marcas distintivas se encuentran en otras escrituras religiosas tradicionales del mundo (como la Biblia o el Popol Vuh).
Generalmente un Purana le da prominencia a una cierta deidad (Shivá, Visnú o Krisná, Durgá) y presenta a los demás dioses como sus sirvientes. La mayoría en sus narraciones utilizan conceptos filosóficos y religiosos, desde el bhakti (devoción) al samkia (análisis materialista).

### Tamaño
| Nombre del Purana                  | Número de versos |
| ---------------------------------- | ---------------- |
| Agni-purana                        | 15400            |
| Bhagavata-purana                   | 18000            |
| Bhavishia-purana                   | 14500            |
| Brahma-purana                      | 10000            |
| Brahmanda-purana                   | 12000            |
| Brahmavaivarta-purana              | 17000            |
| Garuda-purana                      | 19000            |
| Jari-vamsa (anexo del Majabhárata) | 16000            |
| Kurma-purana                       | 17000            |
| Linga-purana                       | 9000             |
| Matsia-purana                      | 14000            |
| Narada-purana                      | 25000            |
| Padma-purana                       | 55000            |
| Shiva-purana                       | 24000            |
| Skanda-purana                      | 81000            |
| Vamana-purana                      | 10000            |
| Varaja-purana                      | 24000            |
| Vaiu-purana                        | 24000            |

### Clasificación
Los 18 puranas principales que aún quedan están agrupados de acuerdo a qué tanto enaltecen a Visnú, Shivá o Brahmá. El más popular es el Bhagavata-purana (siglo XI), que trata sobre la vida inicial de Krisná.
Tradicionalmente se dice que hay 18 Majapuranas y 18 Upapuranas. De los Majapuranas, se dice que 6 pertenecen a la calidad (guna) de la bondad (sattva), 6 a la pasión (rajas) y 6 a la ignorancia (tamas).
De acuerdo con el Padma-purana, los Majapuranas y sus respectivas cualidades son las siguientes:

### 1) Puranas sátvicos
Sátvika (en ‘bondad’, exaltando al dios Visnú)
- Visnú-purana
- Bhagavata-purana (‘la historia de Bhagavān [Krisná]’): es el más célebre de los Puranas. Trata acerca del visnú bhakti, relatando las hazañas y actividades de los avatara de Visnú (entre ellos aparece una versión del mito judeocristiano del Diluvio universal). Su décimo canto (el más largo) narra los lila (pasatiempos) de Krisná y —posiblemente por primera vez—, cuenta sus actividades como niño, un tema elaborado más tarde por muchos movimientos de bhakti.[11] Es narrado por Suka (hijo de Viasa) al rey Pariksit (nieto del pándava Áryuna).
- Nárada-purana
- Garudá-purana
- Padma-purana
- Varaja-purana: el decimoquinto Purana, glorificando al tercer avatar de Visnú, como jabalí.

### 2) Puranas rayásicos
Rayasa (en ‘pasión’, exaltando al dios Brahmá)
- Brahma-purana (también llamado Adi-purana), supuestamente revelado por el dios Brahmá a Daksha; su objeto principal no es Brahmá sino la promoción de la adoración a Krisná.
- Brahmanda-purana: supuestamente revelado por el dios Brahmá; trata acerca del universo —el ‘huevo (anda)de Brahmá’— y los futuros kalpas.
- Brahma-vaivarta-purana (las metamorfosis de Brahmá): el más moderno de los 18 Majapuranas, contiene invocaciones dirigidas a Krisná, y narraciones acerca de sus amoríos con Radhá y el resto de las gopīs (vaqueras).
- Markandeia-purana: escrito y narrado por el antiguo sabio Markandeia Rishi. Contiene el Deví-majatmia, que no glorifica a Brahmá sino a la diosa Durgā.
- Bhavishia-purana (‘historias del futuro’; a finales del siglo XIX se decía que el original presentaba profecías de Brahmá. En la actualidad no es más que un manual de ritos religiosos). Se encuentran citas apócrifas en textos ocultistas e hinduistas. A principios del siglo XX (mientras los indios estaban ocupados por el imperio británico), los nacionalistas indios empezaron a fraguar «citas sánscritas» de este texto (aunque sin nunca mostrar la fuente), y afirmaban que en el Bhavishia aparecía:
  - el mito judeocristiano de la creación (Adán y Eva serían nombrados allí como Adama y Havyavati);
  - la historia de Moisés;
  - una mención a Jesús (en idioma arameo Ieshu, nombrado en sánscrito como Isha, ‘el Señor’), acerca de su encuentro con el rey de Cachemira, luego de su crucifixión y huida de Israel;
  - Mahoma (en árabe Mohamed, nombrado como Mahāmada: ‘gran locura’ o Mohamada: ‘estupidez y locura’ [los musulmanes también habían invadido la India durante la época medieval]);
  - la reina Victory (como la malvada reina Vichiavati).
  - una mención a un demoníaco lenguaje asura (aparentemente el idioma inglés) que contenía palabras tales como february.
- Vamaná-purana: recitado por el sabio Pulastia a Nārada, acerca de Vamaná (quinto avatar de Visnú), como enano que se convirtió en gigante.

### 3) Puranas tamásicos
Tāmasa (en ‘ignorancia’, exaltando al dios Śiva)
- Sivá-purana: alaba a Shivá. Posee 12 samhitā: Vigheśa, Rudra, Vināyaka, Bhauma, Mātrika, Rudraikadaśa, Kailāsa, Śata-rudra, Koti-rudra, Sahasra-koti-rudra, Vāyavīya y Dharma.
- Linga-purana: Śiva, presente en el Agni-Linga (el falo de fuego), presenta un relato sobre la creación, y sobre sus propias encarnaciones, como opuesto a Visnú.
- Skanda-purana: probablemente el más largo de todos. Es un vasto depósito de parábolas, leyendas e historias, con múltiples versiones y recensiones. Muchas citas al “Purana” se atribuyen a este texto.[12] Consiste en varios khandas (capítulos), el más celebrado de los cuales es el Kāśī-khanda, que glorifica los templos shivaístas de la ciudad de Kāśī (Benarés).
- Agní-purana o Vaiú-purana
- Matsia-purana: hablado por Visnú en su primer avatar, como pez, para salvar al séptimo Manu del diluvio universal.
- Kurma-purana.

## Otros Puranas
Otros textos claramente menos importantes, que también llevan el nombre de Purana. La mayoría están escritos en lenguas vernáculas de la India y se refieren a narraciones míticas regionales. Esos textos —como el Padma-purana de Bengala y Assam (que narra la historia de la diosa Manasá)— son numerosos y se pueden encontrar en todo el subcontinente indio.
- Upapuranas (del sánscrito upa: ‘inferior, adicional’) son textos que tradicionalmente se consideran secundarios a los Puranas.
- Sthala-puranas: textos que cuentan la historia de la creación de un templo hinduista en particular, y de los santos que lo dirigieron.
- Kula-puranas: textos que tratan acerca del origen y las leyendas de una casta en particular.
- Puranas no hinduistas
  - Puranas yainas, leyendas tradicionales en el jainismo, con características similares a los textos puránicos hinduistas.
  - Puranas budistas, leyendas tradicionales en el budismo, con características similares a los textos puránicos hinduistas.

En este contexto, los Puranas son denominados con el retrónimo Majapuranas (del sánscrito mahā: ‘grande’).
La designación purana confiere implícitamente un tipo de aura, de alguna manera similar a la designación de Historia, en el discurso occidental.

### UpaPuranas
Los Upapuranas (del sánscrito upa: ‘inferior, adicional’) son textos que tradicionalmente se consideran secundarios a los Puranas.
Algunos Upapuranas son:
- Sanat-kumara-purana
- Narasimha-purana
- Brijan-naradía-purana (la gran [historia] de Nárada).
- Shiva-rajasia-purana (historia de los secretos de Sivá).
- Durvāsa-purana
- Kapilá-purana
- Bhargava-purana
- Kalika-purana (el avatara del fin del mundo).
- Samba-purana
- Nandi-purana (el toro transportador de Śiva).
- Surya-purana
- Parasara-purana
- Vásishtha-purana
- Deví-bhagavata-purana: presenta a la diosa Durgā (y no a Visnú o a Shivá) como ser supremo. Se ha convertido (junto con el Devī Mahātmyā del Markandeia-purana) un texto básico de los adoradores de Deví.[14]
- Ganesa-purana (hijo de Śiva, con cabeza de elefante), y
- Hamsa-purana (el avatara cisne).

La mayoría de estos textos no tiene una edición crítica, pero están disponibles generalmente a través de publicaciones devocionales, en múltiples versiones y recensiones.
Aparte del sistema de clasificación antes mencionado, los Puranas se enumeran y clasifican de distintas maneras. Las listas canónicas de Puranas varían de un lugar a otro. Existe un texto, el Adhata-purana, que no se clasifica en ninguna de las categorías anteriores.

### Sthala-puranas
Estos textos narran las virtudes e historias de cierto templo (en sánscrito sthala significa ‘estación, lugar’). Hay numerosos Sthala-puranas, la mayoría escritos en lenguas vernáculas de la India, y algunos en sánscrito también. La mayoría afirman ser traducciones de un texto sánscrito antiquísimo y algunas de las versiones en sánscrito aparecen también en un Mahapurana o un Upapurana. David Dean Shulman ha investigado algunos Sthala-puranas en tamil.

### Kula-puranas
Son principalmente Puranas de casta (el término kula significa ‘familia o tribu’ en sánscrito). Tratan acerca del origen mítico de una casta, sus historias y leyendas. Los Puranas de castas son una fuente importante de la identidad de una casta y es contradicho por otras castas rivales. Este subgénero generalmente está escrito en lenguas vernáculas indias, y a veces es sólo oral.
Este subgénero ha sido poco investigado. Pero está bastante bien documentado en la sección «Castas» del Reporte británico del censo de la India, y en varias gacetas.

### Puranas no hinduistas
Hay muchos Yaina-puranas, que se refieren a mitos, leyendas e historias de los yainas. Hay pocos estudios y traducciones de este género particular.
También en el marco del budismo, algunos sutras majaiana parecen tener algunas características de los Puranas hinduistas.